# Jacques Bolognesi

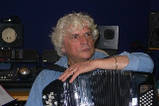
Jacques Bolognesi (2004)

Jacques Bolognesi (* 6. Januar 1947 in Gap) ist ein französischer Jazzmusiker (Posaune, Piano, Akkordeon, Komposition).

## Leben und Wirken
Bolognesi begann das Akkordeonspielen als Autodidakt in der Schuhmacherei seines Vaters. Nach klassischem Klavierunterricht bei der Konzertpianistin Madeleine de Valmalète studierte er am Konservatorium von Grenoble Klavier, dann die Posaune – die er im Alter von dreizehn Jahren entdeckt hatte – am Conservatoire national supérieur de musique et de danse de Paris, wo er 1969 mit einem ersten Preis absolvierte.
Bolognesi verdiente während des Studiums seinen Lebensunterhalt als Mitglied im Orchester des Moulin Rouge. Dann gehörte er zu den Bands von Claude Cagnasso, Eddy Louiss/Ivan Jullien, Hal Singer, Claude Bolling, Martial Solal, Henri Salvador, Michel Legrand und Sacha Distel. Henri Guédon machte mit ihm erste Aufnahmen als Akkordeonist (Afro Blue 1982). 1987 holte Antoine Hervé ihn in das Orchestre National de Jazz; in Sous les lofts de Paris stellte er ihn am Akkordeon heraus. 1990 war Bolognesi einer der Teilnehmer an dem Sammelalbum Paris Musette, das La Lichère veröffentlichte.
Zwischen 1989 und 1991 setzte er seine Karriere als Posaunist und Leiter der Big Band Caravansérail fort, mit dem er das Album Grande Orchestre vorlegte. Seit 1994 arbeitete er mit Francis Varis zusammen, zunächst im Duo, dann im Trio BoloVaris mit dem Schlagzeuger Pierre Tiboum Guignon und im Quintett mit Marc Fosset an der Gitarre und Jean-Luc Ponthieux am Kontrabass. Von 1995 bis 1999 wirkte Bolognesi zudem als Pianist und Akkordeonist in François Lindemanns Ensemble Piano Seven, mit dem auch ein Album entstand. Weiterhin trat er mit Cesaria Evora (Cabo Verde, 2002), Ute Lemper und Patrice Caratini bei der Neuaufnahme von André Hodeirs Anna Livia Plurabelle auf und spielte mit der Dodekaband von Martial Solal die Musik Duke Ellingtons (2000). Mit Léo Petit legte er das Album Paris sur valse vor. Auch trat er mit Mico Nissim und im Konzert mit TubaTuba, dem Quartett der Tubisten Michel Godard und Dave Bargeron, auf. Seit 2004 leitete er die Gruppe Accordéons et d'ailleurs, in der sieben Pariser Akkordeonisten zusammenarbeiten (Album bei Universal). 2007 veröffentlichte er mit dem Bolognesi-Fosset Trio, mit dem er auch in den nächsten Jahren zusammenarbeitete, das Album Hermetotico.
Als Studiomusiker wirkte er auch an Aufnahmen von Elton John (Don’t Shoot Me I’m Only the Piano Player), Manu Dibango, France Gall, Magma, Paul Simon (The Rhythm of the Saints), Alpha Blondy, Françoise Hardy, Papa Wemba oder Karlheinz Stockhausen (Momente) mit. Er komponierte auch für Henri Guédon, Marc Steckar, Jules Kamga und David Koven.